# Miguel Ángel Sastre Uyá
Miguel Ángel Sastre Uyá es un político español del Partido Popular. Fue elegido diputado al Congreso de los Diputados en las elecciones generales españolas de 2023. 
Fue candidato en las elecciones locales españolas de 2019. 